# Konstantin Kvašnin
Konstantin Pavlovič Kvašnin (in russo Константин Павлович Квашнин?; Mosca, 27 dicembre 1898 – Mosca, 2 novembre 1982) è stato un allenatore di calcio e calciatore sovietico, di ruolo centrocampista.

## Biografia
Dopo una duratura carriera da calciatore nel ruolo di centrocampista, nel corso della quale ha giocato per lo più con lo RGO Mosca, vestendo anche le divise di Krasnaja Presnja Mosca e Dinamo Mosca, nel 1928 diviene l'assistente allenatore della Dinamo, incarico che mantiene per diversi anni durante i quali il club non disputa campionati ufficialmente riconosciuti. Nel 1935 è promosso a primo allenatore della squadra: l'anno seguente è istituito il primo campionato sovietico di calcio, Kvašnin vince il torneo con la Dinamo Mosca. Nel 1938 passa ad allenare lo Spartak Mosca: al primo anno centra il primo storico double della squadra, vincendo il campionato davanti al CSKA Mosca e la coppa in finale contro l'Elektrik Leningrado 3-2. Nel 1939 inizia ad allenare la Torpedo Mosca, e nel 1941 è incaricato di guidare la formazione riserve. In seguito ritorna allo Spartak e guida anche il Piščevik Mosca, dove aveva trascorso qualche anno da calciatore: riesce a vincere il proprio girone in seconda divisione e si gioca lo spareggio per la promozione con il VVS Mosca, la squadra dell'Aeronautica Militare sovietica il cui presidente è il figlio di Stalin. Perso lo spareggio, torna ad allenare lo Spartak (terzo nel 1948) e la Torpedo (quarta l'anno dopo), dove torna a vincere un trofeo vincendo la coppa nazionale 1949 dopo aver rimontato in finale la sua ex Dinamo Mosca (2-1) e sbaragliando la concorrenza di più di 8.500 partecipanti. Nel 1952 ha l'occasione di allenare lo Šachtar, in prima divisione: in un torneo dove la squadra è influenzata dalle partite casalinghe, giocate a Mosca invece che a Stalino, non riesce a evitare la retrocessione. In seguito diviene presidente e allena per più di un decennio una squadra minore nella capitale sovietica, lo Zenit.

## Palmarès
- Campionato sovietico: 2

Dinamo Mosca: 1936 (primavera)
Spartak Mosca: 1938
- Coppa dell'URSS: 2

Spartak Mosca: 1938
Torpedo Mosca: 1949